# Sheheree Bog
Sheheree Bog är en mosse i republiken Irland.   Den ligger i grevskapet Kerry och provinsen Munster, i den sydvästra delen av landet, 260 km sydväst om huvudstaden Dublin.